# Giorné Viard
Pour les articles homonymes, voir Viard.
Giorné Viard, né à Saint-Clément le 23 janvier 1823 et mort à Nancy le 10 mai 1885, est un sculpteur français.

## Biographie
Né dans un village proche de Lunéville et réputé pour sa faïencerie, Jean-Giorné Viard est le fils de Jean-Baptiste Viard, tourneur en faïence. C'est en travaillant comme ouvrier dans cette industrie d'art qu'il révèle ses talents de sculpteur. Il est bientôt remarqué par le collectionneur Alexandre Gény, qui devient son mécène. En 1843, date à laquelle il est exposé pour la première fois, Viard obtient une pension de la ville de Nancy et du département de la Meurthe afin de poursuivre sa formation artistique, tout d'abord à Nancy, à l'école professionnelle de l'Est — où il étudie et recopie les modèles antiques — puis, après 1845, à Paris, dans l'atelier du sculpteur Jean-Marie Bonnassieux, auquel il a été recommandé par le père Lacordaire, un ami d'Alexandre Gény. Viard revient ensuite en Lorraine pour s'installer définitivement à Nancy après 1849.
En 1848, à la suite d'un concours qui l'oppose à l'Alsacien Reiber (ou Reber), il obtient sa première grande commande, la statue équestre du duc Antoine de Lorraine, destinée à remplacer, sur la porterie du palais ducal, l’œuvre (1512) de Mansuy Gauvain détruite en 1792. En attendant l'achèvement de la statue en pierre, c'est une maquette en plâtre à grandeur qui est installée en 1850 à l'occasion de la 17e session du Congrès scientifique de France. Les membres de la section d'archéologie et d'histoire du congrès remarquent l’œuvre de Viard et demandent aux autorités d'encourager le jeune artiste.
Sous le Second Empire, Viard sculpte le décor de monuments publics nancéiens (souvent conçus par l'architecte Prosper Morey), restaure des œuvres anciennes, réalise de nombreux bustes de notables, et enseigne son art à plusieurs élèves (dont Victor Huel). En 1870, il fait breveter un appareil de traçage à l'usage des sculpteurs.
Malgré ses nombreuses réalisations monumentales, Giorné Viard sombre dans la pauvreté. Indigent et diminué par une attaque qui lui a fait presque perdre l'usage de la parole, c'est aux frais de la ville de Nancy qu'il est admis à l'hospice Saint-Julien, où il meurt le 10 mai 1885. Il est inhumé le 14 mai au cimetière du Sud, où il ne bénéficiera d'une tombe digne de ce nom qu'après une collecte menée par le journaliste Edgard Auguin
Si Christian Pfister juge que Viard « ne s'est pas élevé au-dessus de la technique du métier », Émile Badel le considère au contraire comme « le plus grand des sculpteurs de Lorraine au XIXe siècle ». Au début du XXe siècle, son nom a été donné à une rue de Nancy.

## Liste d’œuvres
Sauf mention contraire, il s'agit de sculptures en ronde-bosse.
| Sujet | Lieu                                                                              | Technique, divers | Année           | Images |  |
| --- | --------------------------------------------------------------------------------- | --- | --------------- | ------ |  |
| Hiver |                                                                                   | Terre cuite | 1843            |        |  |
| Enfant endormi |                                                                                   | Terre cuite | 1843            |        |  |
| Triomphe de Bacchus | Nancy, Musée lorrain                                                              | Bas-relief, plâtre | 1845 (avant)    |        |  |
| Hercule Farnèse |                                                                                   | | 1845            |        |  |
| Tête du Laocoon |                                                                                   | | 1845            |        |  |
| Tête d'un fils du Laocoon |                                                                                   | | 1845            |        |  |
| Torse de l'Amour grec |                                                                                   | | 1845            |        |  |
| Étude d'après l'Antique |                                                                                   | | 1845            |        |  |
| Mathieu de Dombasle | Nancy, musée des beaux-arts                                                       | Buste, plâtre, 63 cm | 1845 (ou avant) |        |  |
| Général Drouot | Nancy, musée des beaux-arts                                                       | Buste (exposé en 1849) | 1847 (avant)    |        |  |
| Saint Sébastien | Nancy, musée des beaux-arts                                                       | Étude, plâtre, 142 cm | 1847            |        |  |
| Antoine de Lorraine | Nancy, Musée lorrain                                                              | Statuette équestre (maquette pour le concours) | 1848            |        |  |
| M. G. |                                                                                   | Buste | 1849            |        |  |
| Charles Grandjean, maire de Réméréville | (vendu à Metz en 2012)                                                            | Buste, plâtre patiné, 55 cm (peut-être le buste de M. G. exposé en 1849 ?) | 1850            |        |  |
| Antoine de Lorraine | Nancy, palais ducal (porterie) puis Bar-le-Duc (musée)                            | Statue équestre, plâtre (maquette de l’œuvre de 1851) | 1850            |        |  |
| Antoine de Lorraine | Nancy, palais ducal (porterie)                                                    | Statue équestre, pierre | 1851            |        |  |
| M. le docteur de Haldat du Lys | Nancy, Musée lorrain                                                              | Buste, plâtre (modèle pour un bronze) | 1853 (ou avant) |        |  |
| Christ à la colonne | Nancy, musée des beaux-arts                                                       | Étude, 145 cm | 1854 (ou avant) |        |  |
| Claude Gellée | Nancy, atelier de l'artiste                                                       | Projet de monument | 1854 (ou avant) |        |  |
| Saint Maur | Lunéville, église Saint-Maur                                                      | Calcaire, grandeur nature | 1855            |        |  |
| Saint Mansuy | Lunéville, église Saint-Maur                                                      | Calcaire, grandeur nature | 1855            |        |  |
| Monument au général Drouot | Nancy, cours Léopold                                                              | Une légende tenace et certains articles anciens attribuent, à tort, la réalisation de la tête de la statue conçue par David d'Angers à Viard. Une étude récente a démontré cette erreur, liée à un rejet - pour des raisons politiques - de la personnalité de David d'Angers | 1855            |        |  |
| Mathieu de Dombasle |                                                                                   | Buste, marbre | 1855            |        |  |
| Mathieu de Dombasle | Nancy, musée des beaux-arts                                                       | Buste, marbre (commande de M. de Meixmoron) | 1856 (ou avant) |        |  |
| Médaillons | Nancy, palais ducal (cour intérieure)                                             | Bas-reliefs | 1862 (ou avant) |        |  |
| Nicolas Gridel, fondateur de l'Institution des jeunes aveugles                                                                                        |                                                                                   | Médaillon | 1862            |        |  |
| Claude Gellée, Callot, Lamour, Héré, Girardet, Saint-Urbain                                                                                           | Nancy, hôtel de ville (extension rue Pierre Fourier) (cour intérieure)            | Médaillons | 1862            |        |  |
| Cardinal de Lorraine | Nancy, palais de l'Académie (actuel palais de l'Université) (façade place Carnot) | | 1862            |        |  |
| Charles III | Nancy, palais de l'Académie (actuel palais de l'Université) (façade place Carnot) | | 1862            |        |  |
| Napoléon III | Nancy, palais de l'Académie (actuel palais de l'Université) (façade place Carnot) | | 1862            |        |  |
| Stanislas Leszczynski | Nancy, palais de l'Académie (actuel palais de l'Université) (façade place Carnot) | | 1862            |        |  |
| Charles III | Nancy, porte de la Citadelle (fronton)                                            | Statue initialement conçue pour le palais de l'Académie (jugée trop grande, déplacée en 1864) | 1862            |        |  |
| Dom Calmet | Nancy, Musée lorrain                                                              | Buste, 95 cm détruit par un incendie en 1871 | 1862            |        |  |
| David | Nancy, Musée lorrain                                                              | Bas-relief | 1863 (avant)    |        |  |
| Mathieu de Dombasle | Nancy, Musée lorrain                                                              | Médaillon, plâtre | 1863 (avant)    |        |  |
| M. de Haldat | Nancy, Musée lorrain                                                              | Médaillon, plâtre | 1863 (avant)    |        |  |
| Autoportrait | Nancy, Musée lorrain                                                              | Buste, plâtre | 1863 (avant)    |        |  |
| Henri Braconnot | Nancy, musée des beaux-arts                                                       | Buste, marbre, 62 cm (commande du conseil municipal de Nancy) | 1863            |        |  |
| Auguste Digot | Nancy, Musée lorrain                                                              | Buste détruit par un incendie en 1871 | 1864 (ou après) |        |  |
| Auguste Digot |                                                                                   | Plaquette, bronze (profil gauche) | après 1864      |        |  |
| M. Parade, ancien directeur de l'école impériale forestière                                                                                           |                                                                                   | Buste, marbre | 1866 (ou avant) |        |  |
| Joseph Piroux, directeur de l'institut des sourds-muets                                                                                               | Nancy, musée des beaux-arts                                                       | Buste, plâtre, 77 cm | 1866            |        |  |
| Saint Maurice | Blâmont, église Saint-Maurice                                                     | Statue colossale érigée entre les tours, détruite par un obus en 1914 | 1860 (années)   |        |  |
| Immaculée Conception | Nancy, basilique Saint-Epvre (trumeau du portail)                                 | | 1874 (avant)    |        |  |
| statues monumentales de Saint Jacques, Saint André, Saint Pierre, Saint Paul, Saint Simon, Saint Thomas, etc. encadrant les trois portes de la façade | Nancy, basilique Saint-Epvre (portail)                                            | | 1874 (avant)    |        |  |
| Projet de statue |                                                                                   | | 1874 (ou avant) |        |  |
| Charles-Édouard Collinet de la Salle | Nancy, Maison des orphelines                                                      | Buste, marbre blanc (réplique à l'hôpital civil) | 1876            |        |  |
| M. Bretagne, membre de la Société d'archéologie lorraine                                                                                              |                                                                                   | Médaillon | 1878            |        |  |
| Saint Nicolas | Nancy, église Saint-Nicolas (façade)                                              | | 1885 (avant)    |        |  |
| Henri Loritz | Nancy, école professionnelle de l'Est (Lycée Henri-Loritz)                        | Buste | 1885 (avant)    |        |  |
| Auguste Digot |                                                                                   | Médaillon (propriété de M. Puel en 1901) | 1885 (avant)    |        |  |
| François Augustin Thiry |                                                                                   | Buste, terre cuite (propriété de M. Paul Delaval en 1913) | 1885 (avant)    |        |  |
| Charles Ambroise Thiry |                                                                                   | Buste, terre cuite (propriété de M. Paul Delaval en 1913) | 1885 (avant)    |        |  |